# رابرت گلنیستر
رابرت لوئیس گلنیستر (به انگلیسی: Robert Glenister)، متولد ۱۱ مارس ۱۹۶۰ ‏(۶۵ سال)، او هنرپیشهای اهل انگلستان می‌باشد. 
او در شیادها، شروود و اندکی فراست بازی کرده است.